# آمرانگ
آمرانگ دهکده ای در بخش روزن‌هایم در ایالت بایرن آلمان است.